# Hosokawa Tamako
Hosokawa Tamako (giapponese:  (細川玉?), o Garasha (ガラシャ?); 1563 – 17 luglio 1600) fu una nobile giapponese convertita al cristianesimo.

## Biografia
Tamako nacque secondogenita di Akechi Mitsuhide, samurai che serviva sotto lo stendardo di Oda Nobunaga. Si diceva fosse bellissima e a quindici anni fu data in sposa a Hosokawa Tadaoki, sotto consiglio di Nobunaga. Dall'unione nacquero due figli. 
Nel 1582 Akechi tradì e uccise Nobunaga al tempio di Honnoji, per poi essere sconfitto alla battaglia di Yamazaki dalle forze di Toyotomi Hideyoshi. La famiglia di Akechi fu completamente sterminata e Tamako, unica sopravvissuta, fu subito identificata come "la figlia del traditore". Non volendo gettare discredito sulla famiglia, ma per nulla intenzionato a rinunciare a una simile bellezza, Tadaoki non divorziò da Tamako, ma la confinò fino al 1584 nel suo palazzo di Osaka.
Durante il periodo di confino, Tamako divenne amica di diverse dame cristiane e fu iniziata a tale religione da Takayama Ukon. Nel 1587 si fece battezzare col nome di Grazia (giapponesizzato in Garasha). Quando Tadaoki seppe della conversione lo considerò un vero e proprio affronto e le ingiunse di abiurare, ma ricevette un secco rifiuto. Dovette quindi cedere, sapendo che inoltre Tamako aveva convinto a convertirsi al cristianesimo anche la suocera.
Alla morte di Hideyoshi, Tadaoki non cercava che un pretesto per potersi schierare dalla parte di Tokugawa Ieyasu e fu proprio Tamako ad offrirglielo. Essendo ad Osaka, Tamako avrebbe dovuto risiedere al castello, come pegno di fedeltà da parte della famiglia Hosokawa. Tuttavia, quando Ishida Mitsunari glielo chiese, Tamako oppose resistenza, fino a farsi uccidere da un servo (essendo cristiana, non poteva suicidarsi) per sfuggire alla cattura. Ancora non si sa se l'ordine è stato suo oppure del marito.

## Nella letteratura
Tamako è stata il modello di James Clavell per uno dei principali personaggi di Shōgun, Toda Mariko. Anch'ella è cristiana e viene definita "figlia del traditore", anche se si sa per certo che Tamako non ha mai avuto storie d'amore con William Adams (nel romanzo chiamato John Blackthorne), il primo inglese sbarcato in Giappone.

## Nella musica
Hosokawa Grazia è un'opera lirica in tre atti, la prima scritta in lingua giapponese. Fu composta dal missionario e musicista salesiano don Vincenzo Cimatti. Nata originariamente come dramma lirico in parole e canto, venne rappresentata per la prima volta nel 1940. Successivamente venne riformulata integralmente in musica e rappresentata negli anni 1960, 1965, 1966, 1967, 1989, 2004.